# Tir aux Jeux olympiques d'été de 2024 - Fosse olympique femmes
Navigation
Tokyo 2020 Los Angeles 2028
L'épreuve féminine de fosse olympique des Jeux olympiques d'été de 2024, appelée également trap, se déroule les 30 et 31 juillet 2024 au Centre national de tir sportif à Châteauroux, en France, à environ 260 km au sud de Paris.

## Records
Avant cette compétition, les records dans cette discipline étaient les suivants : 

## Programme
| Date                | Horaire | Manche                     |
| ------------------- | ------- | -------------------------- |
| Mardi 30 juillet    | 09 h 00 | Qualification (1re partie) |
| Mercredi 31 juillet | 09 h 00 | Qualification (2e partie)  |
| Mercredi 31 juillet | 15 h 30 | Finale                     |

## Médaillées
| Or                        | Argent               | Bronze            |
| Adriana Ruano Oliva (GUA) | Silvana Stanco (ITA) | Penny Smith (AUS) |

## Résultats détaillés

### Qualification
Les 6 meilleures tireuses se qualifient pour la finale (Q).
| Rang | Athlète                     | Pays            | Séries | Séries | Séries | Séries | Séries | Total | Notes |
| Rang | Athlète                     | Pays            | 1      | 2      | 3      | 4      | 5      | Total | Notes |
| ---- | --------------------------- | --------------- | ------ | ------ | ------ | ------ | ------ | ----- | ----- |
| 1    | Mar Molne Magrina           | Espagne         | 25     | 25     | 25     | 24     | 24     | 123   | Q     |
| 2    | Fátima Gálvez               | Espagne         | 24     | 25     | 25     | 25     | 23     | 122   | Q     |
| 3    | Adriana Ruano Oliva         | Guatemala       | 25     | 24     | 24     | 24     | 25     | 122   | Q     |
| 4    | Silvana Maria Stanco        | Italie          | 25     | 25     | 23     | 24     | 25     | 122   | Q     |
| 5    | Cuicui Wu                   | Chine           | 24     | 23     | 25     | 25     | 25     | 122   | Q     |
| 6    | Penny Smith                 | Australie       | 23     | 25     | 25     | 23     | 25     | 121   | Q     |
| 7    | Xinqiu Zhang                | Chine           | 24     | 25     | 23     | 25     | 24     | 121   |       |
| 8    | Maria Ines Coelho De Barros | Portugal        | 24     | 24     | 24     | 24     | 25     | 121   |       |
| 9    | Jessica Rossi               | Italie          | 24     | 25     | 23     | 23     | 25     | 120   |       |
| 10   | Mariya Dmitriyenko          | Kazakhstan      | 24     | 24     | 25     | 22     | 25     | 120   |       |
| 11   | Kathrin Murche              | Allemagne       | 22     | 25     | 23     | 25     | 24     | 119   |       |
| 12   | Zuzana Rehák-Štefečeková    | Slovaquie       | 23     | 24     | 21     | 24     | 25     | 117   |       |
| 13   | Rumeysa Pelin Kaya          | Turquie         | 22     | 25     | 22     | 23     | 25     | 117   |       |
| 14   | Lucy Charlotte Hall         | Grande-Bretagne | 25     | 21     | 24     | 23     | 24     | 117   |       |
| 15   | Alessandra Perilli          | Saint-Marin     | 23     | 23     | 23     | 23     | 24     | 116   |       |
| 16   | Ryann Paige Phillips        | États-Unis      | 24     | 24     | 23     | 21     | 24     | 116   |       |
| 17   | Catherine Skinner           | Australie       | 22     | 23     | 24     | 24     | 23     | 116   |       |
| 18   | Rachel Leighanne Tozier     | États-Unis      | 22     | 24     | 25     | 22     | 23     | 116   |       |
| 19   | Ana Waleska Soto Abril      | Guatemala       | 21     | 24     | 23     | 25     | 22     | 115   |       |
| 20   | Geeeun Kang                 | Corée du Sud    | 22     | 21     | 24     | 23     | 24     | 114   |       |
| 21   | Ray Bassil                  | Liban           | 23     | 25     | 23     | 23     | 20     | 114   |       |
| 22   | Rajeshwari Kumari           | Inde            | 22     | 21     | 25     | 22     | 23     | 113   |       |
| 23   | Shreyasi Singh              | Inde            | 22     | 22     | 24     | 22     | 23     | 113   |       |
| 24   | Bo Na Lee                   | Corée du Sud    | 23     | 23     | 23     | 24     | 20     | 113   |       |
| 25   | Wan-Yu Liu                  | Taipei chinois  | 21     | 25     | 25     | 21     | 20     | 112   |       |
| 26   | Yi Chun Lin                 | Taipei chinois  | 25     | 21     | 19     | 21     | 24     | 110   |       |
| 27   | Maggy Ashmawy               | Égypte          | 23     | 21     | 22     | 21     | 23     | 110   |       |
| 28   | Carole Cormenier            | France          | 19     | 24     | 24     | 21     | 22     | 110   |       |
| 29   | Mélanie Couzy               | France          | 19     | 23     | 22     | 22     | 23     | 109   |       |
| 30   | Noora Antikainen            | Finlande        | 17     | 23     | 22     | 22     | 23     | 107   |       |

### Finale
| Rang                                | Athlète                 | Séries | Séries | Séries | Séries | Séries | Séries | Notes |
| Rang                                | Athlète                 | 1      | 2      | 3      | 4      | 5      | 6      | Notes |
| ----------------------------------- | ----------------------- | ------ | ------ | ------ | ------ | ------ | ------ | ----- |
| Médaille d'or, Jeux olympiques      | Adriana Ruano (GUA)     | 23     | 28     | 32     | 37     | 42     | 45     | RO    |
| Médaille d'argent, Jeux olympiques  | Silvana Stanco (ITA)    | 20     | 25     | 29     | 33     | 37     | 40     |       |
| Médaille de bronze, Jeux olympiques | Penny Smith (AUS)       | 20     | 25     | 29     | 32     |        |        |       |
| 4                                   | Mar Molné Magriña (ESP) | 21     | 23     | 27     |        |        |        |       |
| 5                                   | Fátima Gálvez (ESP)     | 18     | 23     |        |        |        |        |       |
| 6                                   | Wu Cuicui (CHN)         | 17     |        |        |        |        |        |       |